# 广州北站 (地铁)
广州北站地铁站是广州地铁9号线的一座車站，位于中国广东省广州市花都区新华街道农新路、廣州火車北站西側的地底，於2017年12月28日啟用。

## 車站結構
本站为地下两层16m岛式站，全长539m，标准段宽24.9m，车站主体建筑面积27,482平方米，是9号线最大的车站。

### 車站樓層
本站共有兩層，地面為车站各出入口，周边为国铁廣州北站、城际铁路花都站、花都汽车客运站、農新路及其它建築，地下一層為站廳；地下二層為9號線月台。
| 地下一层 | 站廳                       | 售票機、客服中心、商店、警务室、安检设施 |  |  |
| 地下二层 | 2 站台                     | █9号线 飞鹅岭方向（下站：花都汽车城）    |  |  |
|          | 岛式站台（卫生间、母婴室） |                                          |  |  |
|          | 1 站台                     | █9号线 高增方向（下站：花城路）          |  |  |

### 站厅
广州北站地铁站站厅设于地下一层，站厅主要设有售票机、客服中心、自助客服中心等设施。为方便行人进出，目前站厅南侧被划分为收费区，收费区内设四條扶手电梯、一台专用电梯和一組楼梯方便乘客来往月台层。
另外，本站站厅层设有少数自助服务设施，例如自动贩卖机、共享充电宝以及自动售卡/充值机等。

#### 车站艺术
本站是广州地铁2017年新线开通车站中，其中一座设置“岭南文化”主题站的车站。在本站站厅处设有文化艺术墙“狮舞南粤”，以广州城市剪影和珠江为背景，主要突出“醒狮”作为广东著名的民间体育艺术代表。

### 月台
本站設有一個島式月台，位於農新路地底。本站的卫生间以及母婴室均设于往飞鹅岭方向的一端。
另外，本站以西設有一組雙存車線。當9號綫西段出現故障時，往飛鵝嶺站的列車將會通過此組存車線折返，以本站為臨時總站。

2号月台全景图

### 出入口
地铁广州北站目前设有4个出入口供乘客进出。其中，C出入口可连通城际铁路花都站和国铁广州北站。
|                                           |                                                       |      |                |                                                              |
| 編號                                      | 设施                                                  | 照片 | 出口指示       | 建議前往的目的地                                             |
| A                                         | 无障碍通道标志 · 扶手电梯标志                         |      | 新街大道       | 花都区汽车客运站、广州北站西广场公交总站、城际花都站公交车站 |
| B                                         | 盲道标志 · 升降机标志 · 无障碍通道标志 · 扶手电梯标志 |      | 新街大道       |                                                              |
| C                                         |                                                       |      | 花都站（城际） | 广州北火车站                                                 |
| D                                         | 盲道标志 · 无障碍通道标志                             |      | 新街大道       |                                                              |
| 註： 設有 \| 設有 \| 設有 \| 設有扶手電梯 |                                                       |      |                |                                                              |

## 接驳交通
广州北站地铁站目前附近即为国铁广州北站以及城际铁路花都站，可供乘客换乘高铁以及广清城际铁路以及广州东环城际铁路。
此外，地铁站附近有巴士站，方便乘客接驳巴士前往花都区各地。另外，地铁站旁的花都汽车客运站可前往省内外各地。
| 编号 | 编号  | 线路                 | 线路                 | 线路                 | 收费                 | 备注                 |
| ---- | ----- | -------------------- | -------------------- | -------------------- | -------------------- | -------------------- |
|      | 花1   | 西岭村东             | ⇆                    | 白鳝塘               | 1元                  |                      |
|      | 花4   | 东环城际花山镇站     | ⇆                    | 东方村               | 1元                  |                      |
|      | 花6   | 已于2025年6月5日停办 | 已于2025年6月5日停办 | 已于2025年6月5日停办 | 已于2025年6月5日停办 | 已于2025年6月5日停办 |
|      | 花7   | 广州北站西广场       | ⇆                    | 广州城市理工学院     | 2元                  |                      |
|      | 花23  | 广州北站西广场       | ⇆                    | 广清城际（狮岭）站   | 2–3元                | 60–120分/班          |
|      | 花31B | 广州工商学院         | ⇆                    | 广州北站西广场       | 2元                  |                      |
|      | 花32  | 东方村               | ⇆                    | 阳升村               | 2–4元                |                      |

| 编号 | 编号  | 线路             | 线路   | 线路                 | 收费   | 备注   |
| ---- | ----- | ---------------- | ------ | -------------------- | ------ | ------ |
|      | 705   | 广州白云站东广场 | ⇆      | 广州北站（秀全大道） | 3–4元  |        |
|      | 花70A | 已停办           | 已停办 | 已停办               | 已停办 | 已停办 |

## 利用状况
广州北站地铁站目前的客流主要是来自城际花都站、国铁广州北站、花都汽车客运站的客流，以及来自巴士总站的客流为主，同时也会有附近布心村以及部分住宅小区的客流。

## 历史
2013年8月8日，本站正式动工。2014年5月21日，花都汽车城站至本站的盾构区间始发，采用国内首台泥水＋土压双模盾构机。
2017年1月11日，本站顺利封顶；2017年1月18日，本站至花城路站的区间隧道双线贯通，意味着九号线已安全平稳成功下穿武广高铁和京广铁路。
2017年12月28日，本站随9号线开通而启用。
在开通初期，受广清城际铁路建设以及广州北站周边改造工程未完善的影响，本站无法通往国铁广州北站，乘客需从花城路站D口出站，沿秀全大道步行约800米后方可到达国铁广州北站。花都站启用后，地铁站亦只能通往城际花都站。直到2021年1月28日，国铁广州北站和城际花都站两站联络通道开通，乘客由地铁站出站后，可经城际花都站前往国铁广州北站。
受疫情防控措施影响，本站自2022年10月12日晚22时47分起停止乘客进站，次日起恢复正常服务。

## 未來發展
以“8號線北延段（滘心至廣州北站）”名义获批的24号线将设有广州北站。24号线车站为双柱三跨箱型框架结构，采用明挖顺作法施工，车站总长为467米，车站覆土约3.5米，基坑开挖深度约18.6米，设有两个出入口。本线车站与9号线车站呈T型，采取通道式换乘。
由于车站主体及换乘区与规划的广清永高铁站位存在重叠，车站目前将分阶段建设。2024年10月4日，车站地下连续墙开始施工。